# Stora Björken, Hälsingland
Stora Björken är en sjö i Ljusdals kommun i Hälsingland och ingår i Ljusnans huvudavrinningsområde. Sjön är 12,5 meter djup, har en yta på 0,583 kvadratkilometer och befinner sig 217 meter över havet.

## Delavrinningsområde
Stora Björken ingår i det delavrinningsområde (684897-150846) som SMHI kallar för Mynnar i Skarpån. Medelhöjden är 238 meter över havet och ytan är 15,37 kvadratkilometer. Det finns inga avrinningsområden uppströms utan avrinningsområdet är högsta punkten. Vattendraget som avvattnar avrinningsområdet har biflödesordning 3, vilket innebär att vattnet flödar genom totalt 3 vattendrag innan det når havet efter 130 kilometer. Avrinningsområdet består mestadels av skog (87 procent). Avrinningsområdet har 0,66 kvadratkilometer vattenytor vilket ger det en sjöprocent på 4,3 procent.